# Talsi
Talsi (pronúnciaⓘ), também conhecida como Talsen e Wanemann, é uma cidade da Letónia, capital do distrito com o mesmo nome. A sua população é de 12 879 habitantes e a sua área de 7,8 km²
Conhecida como a "Cidade das nove colinas", "Cidade das nove colinas e dois lagos" e "Pérola de Kurzeme", ergue-se à beira de dois lagos. A história de Talsi está nas suas ruas empedradas e calmas e nos seus parques bem conservados com pomares cerejeiras e macieiras. O antigo Castelo da Colina localiza-se no coração da cidade e do seu topo desfruta-se de uma vista sobre toda a cidade. Os habitantes de Talsi gostam de passear a pé, dançar e cantar em diversos eventos culturais. Nos meses de verão, o auditório ao ar livre de Sauleskaln torna-se o centro da animação local e aí se realizam concertos e outros eventos.

## Pontos de interesse
- Colina do Castelo
- Parque Municipal ou Keninkalns
- Mansão do Barão Firx, atualmente transformada no Museu Distrital
- Igreja Protestante
- Avenida Liela, com os seus exemplos de edifícios do início do século XX
- Museu de Maquinaria Agrícola

## Curiosidades
A cratera de Talsi, no planeta Marte deve o seu nome à cidade.